# Capitaine du donataire
Le capitaine du donataire ou capitaine donataire était un titre semi féodal créé dans les îles de l'Atlantique et au Brésil où existait le régime des capitaineries.
Il représentait les intérêts du donataire dans la capitainerie garantissant ses revenus et administrant ses biens. C'était aussi l'intermédiaire entre la donataire et les populations. Les capitaines héréditaires avaient d´amples pouvoirs administratifs, judiciaires et fiscaux étant l'autorité maximum dans sa capitainerie. La seule autorité qu'il n'avait pas était d'appliquer la peine de mort. Il ne répondait de ses actes que devant le donataire et recevait une partie des revenus touchés par le donataire. La fonction était héréditaire et confirmée par le roi.

## Source
- (pt) Cet article est partiellement ou en totalité issu de l’article de Wikipédia en portugais intitulé « Capitão do donatário » (voir la liste des auteurs).